# Cirano (album)
Cirano è un album discografico in studio del gruppo musicale italiano Piccola Orchestra Avion Travel, pubblicato nel 1999. Il disco è prodotto da Arto Lindsay, uno dei principali esponenti della corrente No wave.

## Tracce
1. L'astronauta – 4:20 (F. Mesolella - M. Tronco - G. D'Argenzio - F. Spinetti - D. Ciaramella - G. Servillo)
2. Cirano – 4:50 (F. Mesolella - M. Tronco - G. D'Argenzio - F. Spinetti - D. Ciaramella - G. Servillo)
3. Piccolo fuoco – 4:00 (F. Mesolella - M. Tronco - G. D'Argenzio - F. Spinetti - D. Ciaramella - G. Servillo)
4. Cose nuove – 3:57 (F. Mesolella - M. Tronco - G. D'Argenzio - F. Spinetti - D. Ciaramella - G. Servillo)
5. La casa al mare – 4:48 (F. Mesolella - M. Tronco - G. D'Argenzio - F. Spinetti - D. Ciaramella - G. Servillo)
6. Nostromo – 4:04 (F. Mesolella - M. Tronco - G. D'Argenzio - F. Spinetti - D. Ciaramella - G. Servillo)
7. Un'altra vita – 3:49 (F. Mesolella - M. Tronco - G. D'Argenzio - F. Spinetti - D. Ciaramella - G. Servillo)
8. Intermezzo – 1:38 (F. Mesolella - M. Tronco - G. D'Argenzio - F. Spinetti - D. Ciaramella - G. Servillo)
9. La notte ha cambiato – 4:16 (F. Mesolella - M. Tronco - G. D'Argenzio - F. Spinetti - D. Ciaramella - G. Servillo)
10. Primo amore – 2:46 (F. Mesolella - M. Tronco - G. D'Argenzio - F. Spinetti - D. Ciaramella - G. Servillo)
11. Spirito degli amanti – 4:29 (F. Mesolella - M. Tronco - G. D'Argenzio - F. Spinetti - D. Ciaramella - G. Servillo)
12. La chiave inglese – 4:17 (F. Mesolella - M. Tronco - G. D'Argenzio - F. Spinetti - D. Ciaramella - G. Servillo)
13. Cirano (reprise) – 4:14 (F. Mesolella - M. Tronco - G. D'Argenzio - F. Spinetti - D. Ciaramella - G. Servillo)